# Giórgos Vláchos (football)
Pour les articles homonymes, voir Georgios Vlachos.
Giórgos Vláchos (en grec moderne : Γιώργος Βλάχος), est un footballeur grec né le 4 mars 1948 à Corfou. Il évoluait au poste de défenseur.

## Biographie
Giórgos Vláchos est joueur du Panathinaïkos de 1969 à 1976,,.
Avec le Panathinaïkos, il est Champion de Grèce en 1970 et en 1972,.
Giórgos Vláchos dispute tous les matchs de la campagne en Coupe des clubs champions 1970-1971 du club grec. Le Panathinaïkos perd la finale contre l'Ajax Amsterdam sur le score de 0-2,.
Il joue également la rencontre aller de la Coupe intercontinentale 1971 disputée contre le Club Nacional (match nul 1-1). Le club grec ne remporte pas cette compétition : au match retour, il perd sur le score de 1-2 en Uruguay.
En 1976, il rejoint l'OFI Crète,,.
Après sept saisons avec l'OFI, il raccroche les crampons en 1983,,.
Au total, en compétitions européennes, il dispute 11 matchs de Coupe des clubs champions, 2 matchs en Coupe des vainqueurs de coupe et 4 matchs de Coupe UEFA

## Palmarès
Panathinaïkos
| - Championnat de Grèce (2) : - Champion : 1969-70 et 1971-72. - Vice-champion : 1973-74. - Coupe de Grèce : - Finaliste : 1971-72 et 1974-75. |  | - Coupe des clubs champions : - Finaliste : 1970-71. |